# Нойштадт (Гессен)
Нойштадт (нім. Neustadt) — місто в Німеччині, знаходиться в землі Гессен. Підпорядковується адміністративному округу Гіссен. Входить до складу району Марбург-Біденкопф.
Площа — 56,88 км2. Населення становить 9947 ос. (станом на 31 грудня 2020).